# Leichtathletik-Europameisterschaften 1938/Hammerwurf der Männer

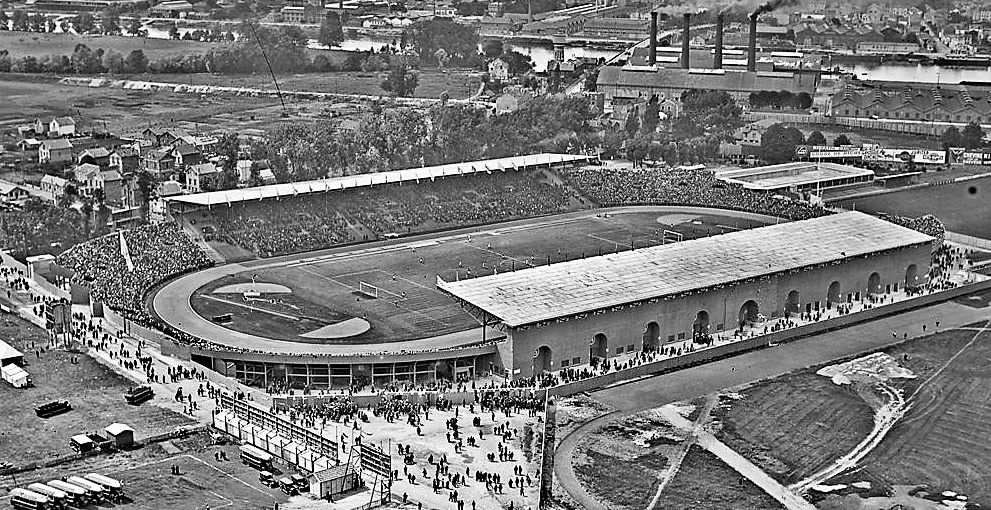
Olympiastadion in Paris 1924

Der Hammerwurf der Männer bei den Leichtathletik-Europameisterschaften 1938 wurde am 4. September 1938 im Stade Olympique der französischen Hauptstadt Paris ausgetragen.
In diesem Wettbewerb gab es einen deutschen Doppelsieg. Europameister wurde der Olympiasieger von 1936 Karl Hein. Er siegte vor dem Weltrekordler und Olympiazweiten von 1936 Erwin Blask. Bronze gewann der Schwede Oscar Malmbrandt.

## Rekorde

### Bestehende Rekorde
| Weltrekord           | 59,00 m | Erwin Blask   | Stockholm, Schweden | 27. August 1938   |
| Europarekord         | 59,00 m | Erwin Blask   | Stockholm, Schweden | 27. August 1938   |
| Meisterschaftsrekord | 50,34 m | Ville Pörhölä | EM Turin, Italien   | 8. September 1934 |

### Rekordverbesserung
Der deutsche Europameister Karl Hein verbesserte den EM-Rekord um 8,43 Meter auf 58,77 Meter. Zum Welt- und Europarekord des hier zweitplatzierten Erwin Blask fehlten ihm nur 23 Zentimeter.

## Durchführung
In den Quellenangaben (europäischer Leichtathletikverband EAA sowie bei todor66) zum Hammerwurf findet sich nur eine Ergebnisliste mit dem Finalresultat für alle acht Teilnehmer. Eine Qualifikation wird dort nicht aufgeführt. Demnach sind alle Wettkämpfer gemeinsam in einer Gruppe zum Finale angetreten. Wie viele Versuche den Athleten zur Verfügung standen und ob es nach der dritten Runde, wie damals zum Beispiel bei Olympischen Spielen üblich, mit den besten sechs Werfern in ein Finale mit drei weiteren Durchgängen ging, wird nicht klar.
Bei den Olympischen Spielen in dieser Zeit war es in den technischen Disziplinen übliche Praxis, zunächst am Morgen des Wettkampftages eine Qualifikationsrunde durchzuführen, wenn die Zahl der Teilnehmer nicht zu gering war. Diese Vorausscheidung wurde in zwei Gruppen ausgetragen. Das Finale fand dann mit den dafür qualifizierten Sportlern in aller Regel am Nachmittag desselben Tages statt.

## Finale

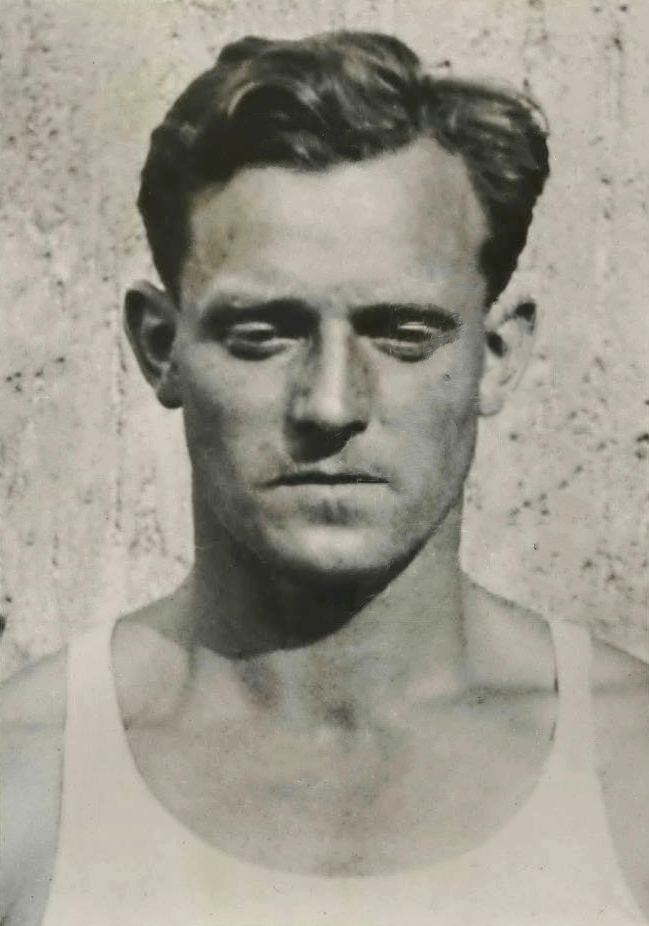
Nach seinem Olympiasieg 1936 errang Karl Hein nun auch den Europameistertitel
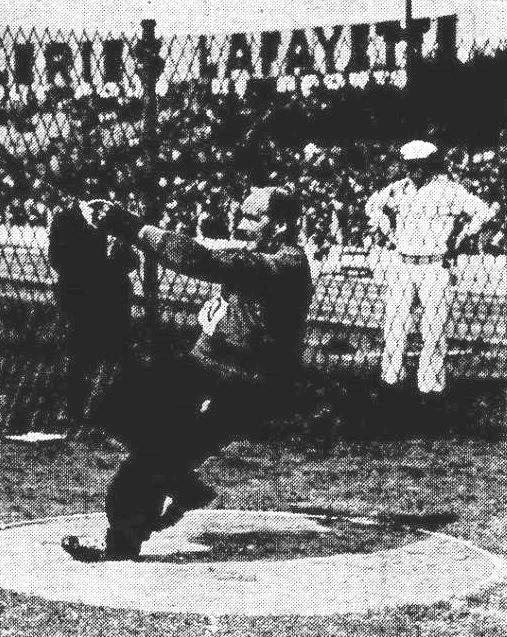
Weltrekordler Erwin Blask gewann die Silbermedaille
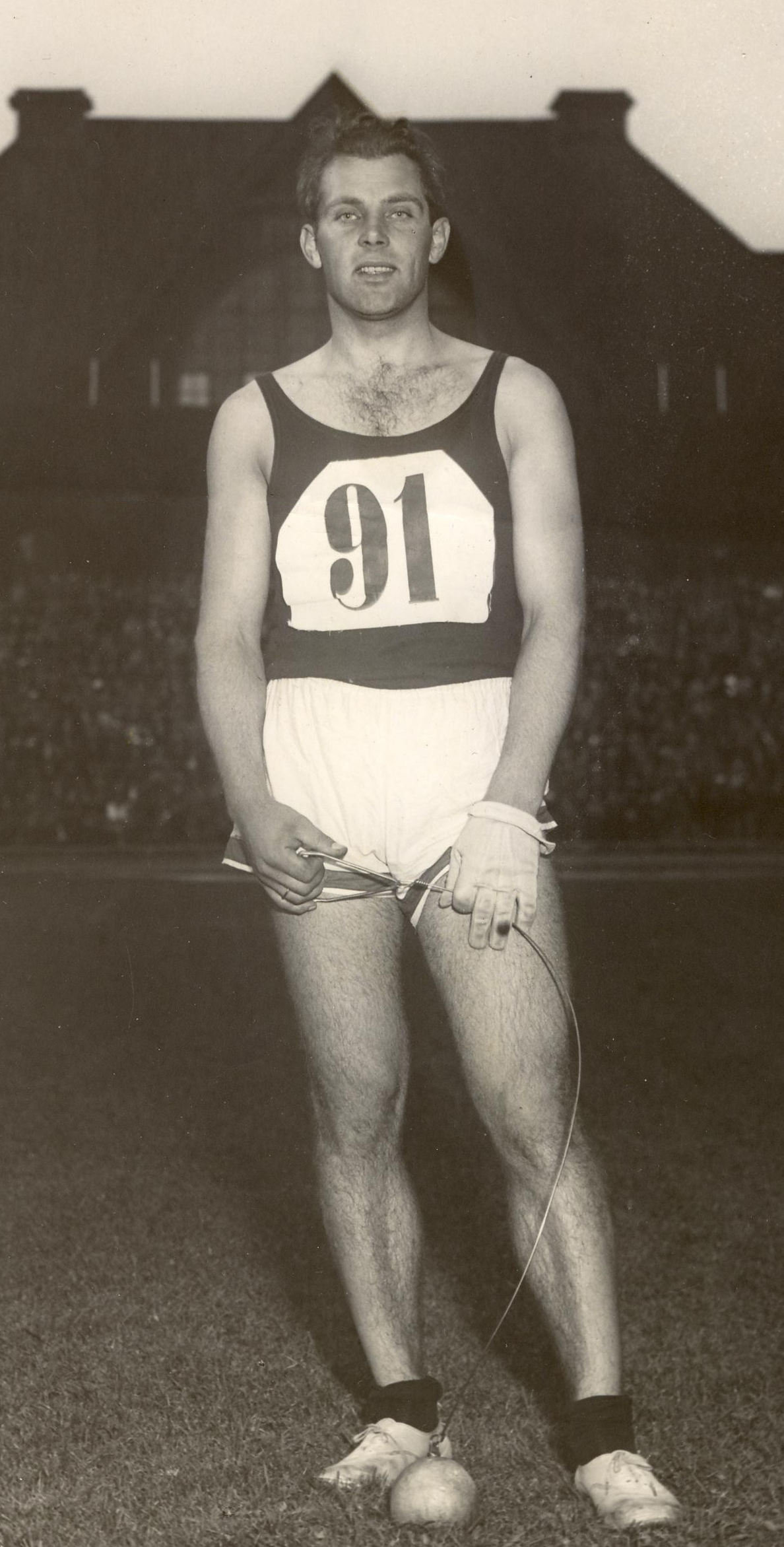
Der Olympiadritte von 1936 Fred Warngård war gemeldet, startete jedoch nicht

4. September 1938, 14.40 Uhr
| Platz | Name              | Nation             | Weite (m) |
| ----- | ----------------- | ------------------ | --------- |
| 1     | Karl Hein         | Deutsches Reich    | 58,77 CR  |
| 2     | Erwin Blask       | Deutsches Reich    | 57,34     |
| 3     | Oscar Malmbrandt  | Schweden           | 51,23     |
| 4     | Gösta Hannula     | Finnland           | 49,84     |
| 5     | Joseph Wirtz      | Frankreich         | 48,75     |
| 6     | Silvio Nido       | Schweiz            | 46,68     |
| 7     | Jussi Anttalainen | Finnland           | 44,59     |
| 8     | Robert Saint-Pé   | Frankreich         | 42,61     |
| DNS   | Fred Warngård     | Schweden           |           |
| DNS   | Healeon           | Irland             |           |
| DNS   | Jaroslav Knotek   | Tschechoslowakei   |           |
| DNS   | Oretti            | Königreich Italien |           |
| DNS   | Hans Houtzager    | Niederlande        |           |